# The White Stripes
The White Stripes a fost o formație rock americană, formată în 1997, la Detroit, Michigan și care a existat până în 2011. Grupul era format din compozitorul Jack White (voce, chitară, precum și alte instrumente asortate) și Meg White (tobe, percuție și voce ocazional).

## Alte proiecte
În 2005, Jack a format un nou grup, The Raconteurs, cu colegi din Detroit, Brendan Benson, The Greenhornes, "Little" Jack Lawrence și Patrick Keeler. Și-au lansat albumul de debut, Broken Boy Soldiers, în Mai 2006. În Martie 2008, vor lansa un următorul, Consolers of the Lonely.
În 2009, Jack White a început colaborarea cu un nou grup, The Dead Weather.

## Discografie

### Albume de studio
- The White Stripes (1999)
- De Stijl (2000)
- White Blood Cells (2001)
- Elephant (2003)
- Get Behind Me Satan (2005)
- Icky Thump (2007)